# Power nap
Um power-nap é um sono curto que termina antes da ocorrência do sono profundo, com o objetivo de revitalizar-se rapidamente. A expressão power-nap foi cunhada por James Maas, psicólogo social da Universidade de Cornell.[carece de fontes?]

## Características
Utilizar-se do power nap consiste em maximizar os benefícios do sono pelo tempo.  Ele é utilizado para suplementar o sono convencional, especialmente quando a pessoa acumulou um défice do sono.
Várias durações foram recomendadas para power-naps, que são em média bem curtas comparadas com outros períodos de sono.  A curta duração da power-nap serve para prevenir que a pessoa não durma tanto que entre num ciclo normal de sono sem poder completá-lo.  Entrando num ciclo normal de sono, mas sem completá-lo, pode resultar num fenômeno chamado inércia do sono, quando a pessoa se sente atordoada, desorientada e com mais sono ainda do que antes.  Para obter o melhor tempo, é importante que uma power-nap se limite ao tempo de início de um ciclo do sono, especificamente estágios I e II.
Experimentos científicos (veja a sessão de benefícios abaixo) e a observação casual sugerem que a duração de 20 a 30 minutos é a mais eficiente. Pessoas que tiram esses cochilos podem desenvolver uma boa noção do que funciona melhor para elas, assim como o ambiente, posição e fatores associados que ajudam a induzir os melhores resultados. Outras poderão preferir power-naps mesmo que seu tempo permita sonos de longa duração. Mitsuo Hayashi, Ph.D. e Tadao Hori, Ph.D. demonstraram que um cochilo melhora a performance do cérebro mesmo depois de uma noite completa de sono.

## Benefícios
Cientistas investigam os cochilos há muitos anos, tanto os cochilos curtos quanto os de 1–2 horas.  A Performance é testada levando em conta vários fatos do processo cognitivo. Estudos demonstraram que cochilos são tão bons quanto uma noite de sono para alguns tipos de desafios mentais. Porém um estudo da NASA feito por David F. Dinges, professor na Universidade de Medicina da Pensilvânia, descobriu que enquanto os cochilos melhoram as funções da memória, eles não alteram muito os níveis de alerta. Nos estudos da NASA, voluntários testaram durante vários dias diferentes formas de sono, todos em ambiente laboratorial. Para medir a efetividade dos cochilos foram utilizados testes que verificaram a capacidade em testes de memória, alerta, reflexo e outras características cognitivas.
O Instituto Nacional de Saúde Mental colocou um time de médicos, liderados por Alan Hobson, M.D., Robert Stickgold, Ph.D., e colegas da Universidade de Harvard num estudo que mostrou os benefícios do hábito de cochilar. Este também provou que em alguns casos este hábito poderia elevar ao máximo a performance de algumas pessoas.  Um trecho diz:  "O principal ponto é: nós deveríamos deixar de nos sentir culpados em tirar um cochilo (ou "power-nap") durante o trabalho)."